# 颱風珊珊 (2018年)
颱風珊珊（英語：Typhoon Shanshan，國際編號：1813，聯合颱風警報中心：WP172018），為2018年太平洋颱風季第13個被命名的熱帶氣旋。「珊珊」一名由香港提供，是一個在香港頗為普遍的少女暱稱，並紀念香港首位奧運金牌得主：滑浪風帆選手李麗珊。

## 氣象歷史
在一道連綿不斷的季風槽中，西北太平洋在2018年7月下旬連續出現多個低壓系統，當中有兩個低壓區同時出現在關島附近海域，美國海軍研究實驗室在8月1日早上6時半針對位於關島東北面的低壓區給予熱帶擾動編號94W。此時電腦數值預報模式指出兩個低壓區將合併，聯合颱風警報中心在下午2時對此關島東北面的系統在1日內形成熱帶氣旋的機會評為「低」。此系統和上述另一低壓區互相爭奪西南季風的水汽能量，當中此系統吸收較多能量，導致另一低壓區初期發展遲緩，要到較後時間才發展成為熱帶氣旋摩羯。同時此系統亦逐步發展及鞏固低層環流中心，聯合颱風警報中心在早上9時對此系統在1日內發展成熱帶氣旋的機會評級升為「中」，至下午2時更升至「高」，並同步發佈熱帶氣旋形成警報。此時數值預報放棄此系統和另一低壓合併的預測，日本氣象廳在下午2時把此系統升為熱帶低氣壓，至當晚9時15分發佈烈風警告，表示此系統在隨後1日內有機會加強為熱帶風暴。
副熱帶高壓脊引領下，此系統採取偏西北路徑，時速約7公里，其對流在3日進一步加深，聯合颱風警報中心在凌晨5時把此系統升為熱帶低氣壓，給予熱帶氣旋編號「17W」。日本氣象廳在早上9時10分亦正式把此系統升為熱帶風暴，並命名為珊珊，給予國際編號1813，中國國家氣象中心在早上9時半緊接升格，聯合颱風警報中心延至下午5時亦作出此項升格。電腦數值預報模式在當日對珊珊的預測路徑以橫掃日本為主流，其中歐洲中期天氣預報中心預計珊珊登陸日本中部機會較高，但由於副熱帶高壓脊的形態存在變數，電腦模式亦不排除珊珊在日本東部海域掠過，甚或以較西的路徑進逼黃海、東海一帶。至於官方氣象部門初時則預料珊珊掠過日本東部海海域，隨後亦出現登陸日本關東地區的預測。受惠於海水水溫炎熱、垂直風切變微弱及高空輻散良好的環境，珊珊在當日下午穩定增強，深層對流捲入中心，組成中心密集雲團，其環流更伸延至300公里外的關島。中國國家氣象中心在下午5時45分率先把珊珊升為強熱帶風暴，日本氣象廳至4日凌晨2時45分跟隨。
當日珊珊移至副熱帶高壓脊西南側，並加速向西北偏北移動，時速20公里，及維持增強之勢，中心出現「雲捲風眼」，亦打開一個低層風眼。日本氣象廳、香港天文台、聯合颱風警報中心和中國國家氣象中心接連在下午2時50分、4時半、5時正和5時40分把珊珊升為颱風。4日數值預報仍然持續分歧，歐洲中期天氣預報中心和美國「全球預報模式」持續預計珊珊以日本中部為目的地，向西北偏西推進，但美國颶風模式、美國國家環境預報中心，以及英國氣象局預計珊珊掠過日本東南角。5日數值預報才確定珊珊將掠過日本東京或東部外海，當中後者機會較高，這亦從官方氣象部門的預測反映。5日下午珊珊短暫改向偏北方向移動，入夜後恢復西北偏北路徑。由於珊珊的極地方向外流受到限制，其低層風眼要到5日才開始顯現在衛星雲圖上。到8月6日原先連接至珊珊環流的西南季候風在被摩羯搶去，同時乾空氣從西面入侵，導致珊珊的西面環流受損，增強趨勢一度停頓，風眼變得粗糙甚至被填塞；直至7日才藉着西風帶噴射氣流重新開通的外流短暫發展，深層對流再次捲入中心，以東北半圓為甚，促使中國家氣象中心在下午2時40分將珊珊升格為強颱風，但此項升格僅維持半日，中國家氣象中心在8日凌晨2時半把珊珊降為颱風。
副熱帶高壓脊在8月8日向西伸延，導致位於高壓脊西側的珊珊逐漸轉向正西北移動，直逼日本東南角。垂直風切變加強和高空輻散轉差令珊珊強度下降，風眼變成「雲塞風眼」，中心對流向東切離，日本氣象廳在上午11時45分把珊珊降為強烈熱帶風暴。9日凌晨珊珊越過副熱帶高壓脊之脊線，移動方向轉為偏北，近距離掠過日本關東地方對開海域。受日本地型和海水溫度降至攝氏26度以下影響，珊珊迅速而顯著減弱，聯合颱風警報中心在9日下午5時把珊珊降格為熱帶風暴，6小時後便發布最後警報，日本氣象廳到晚上11時45分亦把珊珊降格為熱帶風暴。受西風帶影響，珊珊向東北疾行及逐漸轉化，中國國家氣象中心在下午2時正表示珊珊轉化為溫帶氣旋及對它停止編報，日本氣象廳下午3時05分跟隨。溫帶氣旋珊珊接着順時針轉向，以正東路徑高速移動，在當晚逐漸消散。

## 影響

### 北馬里亞納群島
當地發佈之最高警報：熱帶風暴觀察預警
隨着珊珊增強為熱帶低氣壓，美國國家氣象局在8月2月凌晨5時半對北馬里亞納群島阿里马罕及阿格里汉岛發出熱帶風暴觀察預警，當時珊珊集結在阿格里漢島以東165公里。珊珊在4日凌晨2時最接近阿格里漢島，在阿格里漢島以東115公里外掠過。

## 外部連結
| 太平洋颱風季             |
| 主題頁 - 專題 - 編輯指南 |

- （英文）颱風2000：各氣象部門對珊珊的預測路徑集合 （页面存档备份，存于）
- （日語）日本氣象廳：數位颱風網資料（日文版 （页面存档备份，存于）、英文版 （页面存档备份，存于））、2018年熱帶氣旋最佳路徑圖（日文版 （页面存档备份，存于）、英文版 （页面存档备份，存于））、2018年熱帶氣旋最佳路徑數據 （页面存档备份，存于） （页面存档备份，存于）
- （英文）美國太空總署：相關資料 （页面存档备份，存于）
- （英文）美國聯合颱風警報中心：17W最佳路徑數據 （页面存档备份，存于） （页面存档备份，存于）
- （英文）美國海軍研究實驗室：17W檔案 （页面存档备份，存于）
- （繁體中文）臺灣交通部中央氣象局：颱風資料庫——中度颱風珊珊 （页面存档备份，存于） （页面存档备份，存于）